# انتونیو بارکا
انتونیو بارکا (ایتالیایی: Antonio Barreca؛ زادهٔ ۱۸ مارس ۱۹۹۵) بازیکن فوتبال اهل ایتالیا است.

## باشگاهی
از باشگاه‌هایی که در آن بازی کرده‌است می‌توان به تورینو، چیتادلا، کالیاری، موناکو، نیوکاسل یونایتد و جنوآ اشاره کرد.